# Sit cardenal d'ulleres
El sit cardenal d'ulleres (Paroaria gularis) és un ocell de la família dels tràupids (Thraupidae).

## Hàbitat i distribució
Habita el bosc obert, clars, vegetació secundària, matolls, especialment a prop de l'aigua de les terres baixes per l'est dels Andes des de l'est de Colòmbia i sud de Veneçuela i Guaiana cap al sud fins l'est de l'Equador, est del Perú, nord i est de Bolívia i nord del Brasil amazònic.